# Ophiogobius ophicephalus
Ophiogobius ophicephalus är en fiskart som först beskrevs av Leonard Jenyns 1842.  Ophiogobius ophicephalus ingår i släktet Ophiogobius och familjen smörbultsfiskar. Inga underarter finns listade i Catalogue of Life.